# Revell

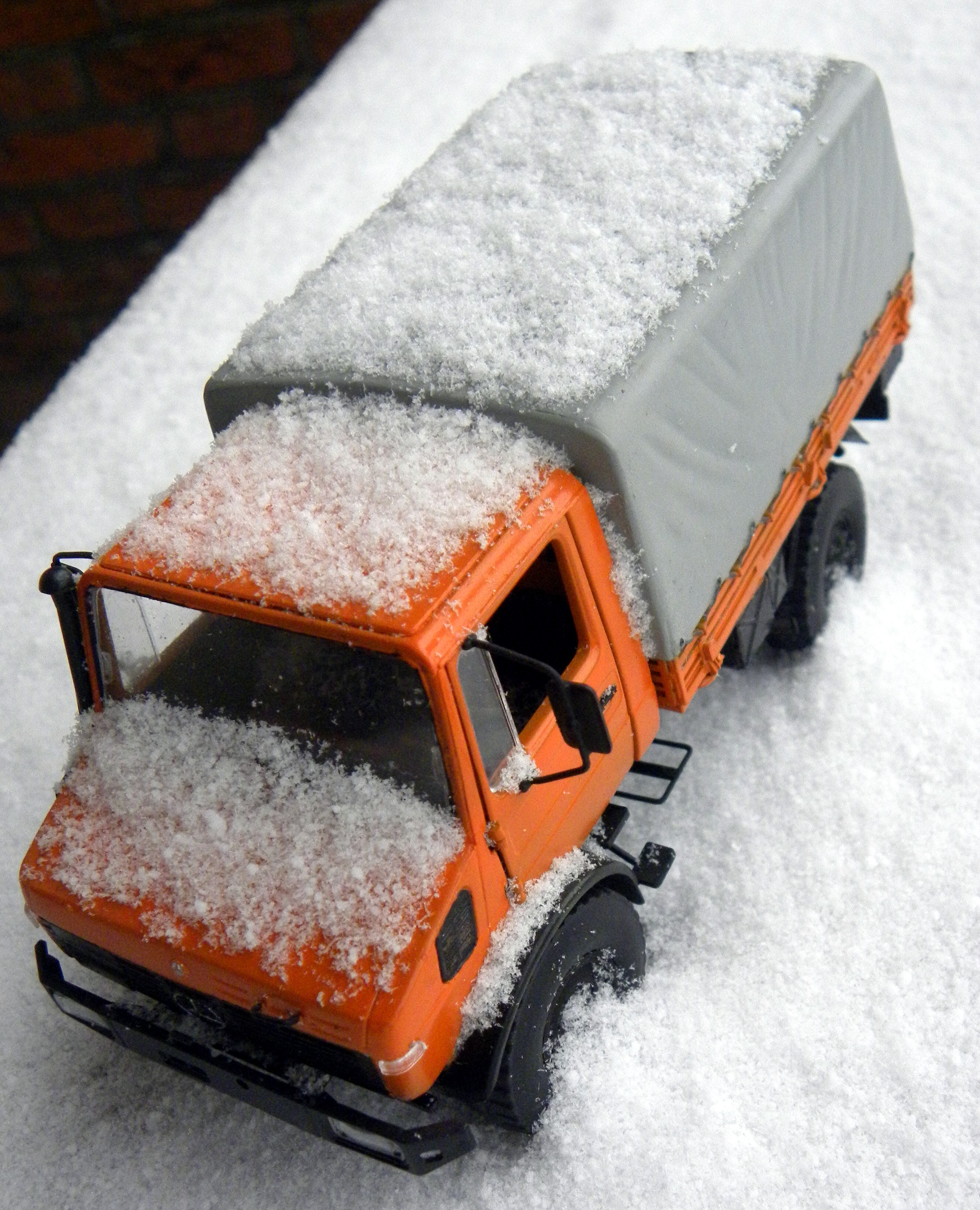
Unimog från Revell.

Revell är ett varumärke för hobbyplastmodeller som används av ett amerikanskt och ett tyskt bolag som båda ingår i Hobbico. Revell tillverkar plastmodeller inom områdena flygplan, rymdfarkoster, båtar, personbilar, nyttofordon och militärfordon.
Revell grundades 1947 i Venice i Kalifornien av Lewis H. Glaser. Glaser hade grundat Precision Specialties för tillverkning av plastprodukter 1941 med varumärket Revell taget från franskans reveil (revelj). 1946 följde de första bilarna i plast. 1986 gick Revell samman med Monogram och ingår idag i Hobbico.
1956 grundades ett dotterbolag i Västtyskland, Revell Plastics GmbH, i Bielefeld som ett år senare flyttade till Bünde. Det tyska dotterbolaget började 1971 att utveckla egna modeller och på 1980-talet etablerades egen produktion. Revell GmbH blev ett självständigt bolag 2006 men ingår sedan 2012 i Hobbico med säte i Champaign i Illinois.